# اعتلال عصب أحادي محيطي
اعتلال العصب الأحادي المحيطي مرض عصبي يحدث فيه أذية أو تلف في العصب المسؤول عن نقل الإشارات من الدماغ إلى الجسم. اعتلال الأعصاب المحيطية هو مصطلح عام يشير إلى أي اضطراب في الجهاز العصبي المحيطي. يمكن تقسيم اسم الاضطراب لفهمه بشكل أفضل: كلمة محيطي، فيما يتعلق بالاعتلال العصبي المحيطي، تشير إلى مناطق خارج الدماغ والنخاع الشوكي؛ وكلمة عصبي، تعني مرتبط باللأعصاب؛ وكلمة اعتلال، وتعني المرض. اعتلال العصب الأحادي المحيطي هو اضطراب يرتبط باعتلال الأعصاب المحيطية، لأنه يؤثر على عصب محيطي واحد فقط بدلًا من مجموعة من الأعصاب ضمن جميع أنحاء الجسم. تكون الأعصاب المحيطية السليمة قادرة على «نقل الإشارات من الدماغ والنخاع الشوكي إلى العضلات والأعضاء وأنسجة الجسم الأخرى».
يعد كل من اعتلال الأعصاب المحيطية واعتلال العصب الأحادي المحيطي من الاضطرابات العصبية الشائعة ذات مجموعة متنوعة من المتغيرات والمؤشرات لإجراء التشخيص. للاعتلال العصبي ثلاثة تصنيفات فرعية؛ اعتلال العصب الأحادي الناتج عن انحصار عصب أو منطقة عصبية، واعتلال العصب الأحادي المتعدد المرتبط بالأمراض المزمنة مثل الجذام، واعتلال الأعصاب المتعدد الناتج عن مسببات مرضية جهازية أو أيضية أو سامة.

## العلامات والأعراض
تختلف علامات وأعراض اعتلال العصب الأحادي المحيطي واعتلال الأعصاب المحيطية بحسب الأفراد و/أو المناطق العصبية المصابة. هناك ثلاثة أنواع لإصابة الأعصاب: «إصابة العصب الحركي وإصابة العصب الحسي وإصابة العصب الذاتي». تملك هذه الألياف العصبية الحسية والحركية والذاتية التي تشكل الأعصاب المحيطية وظائف محددة، ما يعني أن إصابتها بهذه الاضطرابات قد تؤدي إلى «أعراض وعلامات متنوعة وميزات يمكن كشفها بالتشخيص الكهربائي»، وقد يكون التركيز على مثل هذه الأعراض مفيدًا في فهم وتشخيص حالات متنوعة من اعتلال الأعصاب المحيطية واعتلال العصب الأحادي المحيطي.

## الأسباب
يشير مصطلح «اعتلال العصب الأحادي» إلى إصابة عصب محيطي مفرد ويحدث عادةً بسبب صدمة أو ضغط أو انحصار. يمكن أن تؤدي حالات معينة مثل الحمل أو أمراض الغدة الدرقية أو طبيعة المهنة (العمل المكتبي أو العمل البدني المكثف) إلى اعتلال العصب الأحادي نتيجة لانحصار مواقع الأعصاب. قد يحدث كل من اعتلال الأعصاب المحيطية واعتلال العصب الأحادي المحيطي نتيجةً لمجموعة متنوعة من العوامل، ولكنهما يحدثان جراء إحدى ثلاث آليات:
- اعتلالات الأعصاب المكتسبة -ينتج هذا النمط من الاعتلال العصبي عن عوامل بيئية. يمكن تصنيف مرض السكري وإدمان الكحول وسوء التغذية وتناول أدوية معينة والإصابة بالسرطان و/أو العلاج الكيميائي ضمن أسباب اعتلالات الأعصاب المكتسبة.
- اعتلالات الأعصاب الوراثية -تنجم هذه الاعتلالات العصبية عن عامل ممرض ينتقل وراثيًا ويشكل بطبيعته جزءًا من الجهاز العصبي المحيطي للطفل، مثل مرض شاركو-ماري-توث من النوع 1.
- اعتلالات الأعصاب مجهولة السبب -تحدث هذه الأنواع من الاعتلالات العصبية جراء سبب غير معروف.

## العلاج
يمكن أن يكون اعتلال العصب الأحادي المحيطي معقدًا بمعنى أنه يمكن تشخيصه وعلاجه بعدة طرق، بسبب تنوع الأعراض والأسباب. لذلك، يعتمد علاج اعتلال العصب الأحادي المحيطي على المنطقة العصبية المتضررة وأعراض المريض. تشمل النصائح العامة والتي يمكن تطبيقها لعلاج اعتلال الأعصاب المحيطية واعتلال العصب الأحادي المحيطي اتباع نمط حياة متوازن وصحي مع ضمان التغذية الجيدة وممارسة الرياضة وتجنب التعرض للسموم واتزان تناول وامتصاص الفيتامينات والمعادن وتقليل معدل تعاطي الكحول والتدخين. رغم أن اعتلال العصب الأحادي المحيطي لم يصل علميًا إلى نقطة يمكن فيها معاكسة الأعراض والآثار، يمكن للمرضى استخدام الأدوية والعلاجات والتجارب السريرية والأدوية البديلة وتغيير نمط الحياة والعلاجات المنزلية من أجل إيقاف وإبطاء ومنع حدوث أعراض اعتلال العصب الأحادي المحيطي. قد تشمل بعض الأمثلة ما يلي:
فحوصات:
- فحوصات الدم
- التصوير الطبي
- فحص وظائف العصب
- فحصوصات وظائف العصب الأخرى
- خزعة من العصب
- خزعة من الجلد

أدوية:
- مسكنات الألم
- الأدوية المضادة للنوبات
- العلاجات الموضعية
- مضادات الاكتئاب